# کولانی، یولاخ
کولانی (به لاتین: Kolanı) منطقه‌ای مسکونی در جمهوری آذربایجان است که در شهرستان یولاخ واقع شده‌است.